# Tsubasa Aoki
Tsubasa Aoki (født 17. november 1993) er en japansk fodboldspiller, som spiller for den japanske fodboldklub Thespakusatsu Gunma.